# 精工钢构
长江精工钢结构（集团）股份有限公司（上交所：600496，简称：精工钢构），是中国上海证券交易所的一家上市公司，主要从事轻型、高层、空间用钢结构产品的设计、制造、施工安装及新型墙体材料的生产与销售。

## 历史
公司前身为安徽长江农业装备股份有限公司，由六安手扶拖拉机厂联合六安市精工齿轮总厂、安徽强力新型模具总厂、六安市龙兴工业公司、河南省商城县通用机械制造有限公司四家单位发起设立。主要从事拖拉机、联合收割机及配套农机具等农业装备产品的研发、制造及销售，是全国最大的手扶拖拉机生产企业之一，旗下长江牌商标被认定为中国驰名商标。2002年6月5日在上海证券交易所挂牌上市，股票简称“长江股份”，股票代码“600496”，主办券商为华安证券，是六安市首家上市公司。
1999年浙江精工钢结构有限公司成立，2003年6月收购上市公司安徽长江农业装备股份有限公司登陆A股，并用募集资金建立了长江精工工业园。
2020年，公司实现营业收入115.32亿元，同比增长12.67%；实现净利润6.53亿元，同比增长61.73%。
2021年，公司实现营业总收入151.41亿元，同比增长31.9%；实现净利润6.87亿元，同比增长6.2%。